# Чемпионат Риу-Гранди-ду-Сул по футболу
Чемпионат Риу-Гранди-ду-Сул по футболу (порт.-браз. Campeonato Gaúcho de Futebol) — чемпионат штата Риу-Гранди-ду-Сул (Бразилия) по футболу. Проводится под эгидой Федерации  Риу-Гранди-ду-Сул по футболу (ФГФ) (порт.-браз. Federação Gaúcha de Futebol). Согласно рейтингу КБФ, на 2025 год чемпионат Риу-Гранди-ду-Сул занимает 3-е место по силе в Бразилии, уступая только чемпионатам штатов Сан-Паулу и Рио-де-Жанейро и входит в элитарную четвёрку лиг Бразилии (ещё вместе с чемпионатом Минас-Жерайса).
В Первом (или Высшем) дивизионе порт.-браз. Primeira Divisão) выступают 16 команд, разбитых на две группы.
В 1919—1929 годах в штате проводились любительские полуофициальные чемпионаты. Их результаты, впрочем, всё-равно учитываются среди достижений клубов, становившихся чемпионами. Официальные чемпионаты стали проводиться с 1930 года. С 1942 года в штате стали проводиться соревнования среди профессиональных клубов. С этого момента начинается тотальное доминирование двух титанов из Порту-Алегри — «Интернасьонала» и «Гремио», продолжающееся по настоящее время.

## Значение слова «Гаушу»
Слово «Гаушу» означает принадлежность к штату Риу-Гранди-ду-Сул. Этим словом в Бразилии обозначают всё, что произведено в этом штате (прилагательное), а также людей — выходцев из этого штата (существительное). Самые яркие примеры — полузащитник «Гремио», «Фламенго» и сборной Бразилии в 1980-е годы Ренато Гаушо, а также полузащитник «Гремио», ПСЖ, «Барселоны», «Милана» и сборной Бразилии в 1990—2000-е годы Роналдиньо Гаушу.

## Чемпионы
- 1919 — Гремио Бразил
- 1920 — Гуарани (Баже)
- 1921 — Гремио
- 1922 — Гремио
- 1925 — Гремио Баже
- 1926 — Гремио
- 1927 — Интернасьонал
- 1928 — Американо[1] (ПА)
- 1929 — Крузейро (ПА)
- 1930 — СК Пелотас
- 1931 — Гремио
- 1932 — Гремио
- 1933 — Сан-Паулу (Риу-Гранди)
- 1934 — Интернасьонал
- 1935 — Гремио Фарропилья
- 1936 — СК Риу-Гранди
- 1937 — Гремио Сантаненсе
- 1938 — Гуарани (Баже́)
- 1939 — ФК Риогранденсе
- 1940 — Интернасьонал
- 1941 — Интернасьонал
- 1942 — Интернасьонал
- 1943 — Интернасьонал
- 1944 — Интернасьонал
- 1945 — Интернасьонал
- 1946 — Гремио
- 1947 — Интернасьонал
- 1948 — Интернасьонал
- 1949 — Гремио
- 1950 — Интернасьонал
- 1951 — Интернасьонал
- 1952 — Интернасьонал
- 1953 — Интернасьонал
- 1954 — Реннер (ПА)
- 1955 — Интернасьонал
- 1956 — Гремио
- 1957 — Гремио
- 1958 — Гремио
- 1959 — Гремио
- 1960 — Гремио
- 1961 — Интернасьонал
- 1962 — Гремио
- 1963 — Гремио
- 1964 — Гремио
- 1965 — Гремио
- 1966 — Гремио
- 1967 — Гремио
- 1968 — Гремио
- 1969 — Интернасьонал
- 1970 — Интернасьонал
- 1971 — Интернасьонал
- 1972 — Интернасьонал
- 1973 — Интернасьонал
- 1974 — Интернасьонал
- 1975 — Интернасьонал
- 1976 — Интернасьонал
- 1977 — Гремио
- 1978 — Интернасьонал
- 1979 — Гремио
- 1980 — Гремио
- 1981 — Интернасьонал
- 1982 — Интернасьонал
- 1983 — Интернасьонал
- 1984 — Интернасьонал
- 1985 — Гремио
- 1986 — Гремио
- 1987 — Гремио
- 1988 — Гремио
- 1989 — Гремио
- 1990 — Гремио
- 1991 — Интернасьонал
- 1992 — Интернасьонал
- 1993 — Гремио
- 1994 — Интернасьонал
- 1995 — Гремио
- 1996 — Гремио
- 1997 — Интернасьонал
- 1998 — Жувентуде
- 1999 — Гремио
- 2000 — СЭР Кашиас
- 2001 — Гремио
- 2002 — Интернасьонал
- 2003 — Интернасьонал
- 2004 — Интернасьонал
- 2005 — Интернасьонал
- 2006 — Гремио
- 2007 — Гремио
- 2008 — Интернасьонал
- 2009 — Интернасьонал
- 2010 — Гремио
- 2011 — Интернасьонал
- 2012 — Интернасьонал
- 2013 — Интернасьонал
- 2014 — Интернасьонал
- 2015 — Интернасьонал
- 2016 — Интернасьонал
- 2017 — Нову-Амбургу
- 2018 — Гремио
- 2019 — Гремио
- 2020 — Гремио
- 2021 — Гремио
- 2022 — Гремио
- 2023 — Гремио
- 2024 — Гремио

## Достижения клубов
| №     | Клуб                                      | Чемпионства | 2-е места |
| ----- | ----------------------------------------- | ----------- | --------- |
| 1     | Интернасьонал (Порту-Алегри)              | 45          | 23        |
| 2     | Гремио (Порту-Алегри)                     | 43          | 27        |
| 3     | Гуарани (Баже)                            | 2           | 3         |
| 4     | Жувентуде (Кашиас-ду-Сул)                 | 1           | 8         |
| 5     | Гремио Бразил (Пелотас)                   | 1           | 5         |
| 6-8   | Пелотас                                   | 1           | 5         |
| 6-8   | Нову-Амбургу                              | 1           | 5         |
| 6-8   | Гремио Баже                               | 1           | 5         |
| 9     | СЭР Кашиас (Кашиас-ду-Сул)                | 1           | 4         |
| 10    | Риогранденсе (Риу-Гранди)                 | 1           | 3         |
| 11-12 | Гремио Фарропилья (Пелотас)               | 1           | 2         |
| 11-12 | Гремио Сантаненсе (Сантана-ду-Ливраменту) | 1           | 2         |
| 13    | СК Риу-Гранди                             | 1           | 1         |
| 14-17 | Американо (Порту-Алегри)                  | 1           |           |
| 14-17 | Крузейро (Порту-Алегри)                   | 1           |           |
| 14-17 | Реннер (Порту-Алегри)                     | 1           |           |
| 14-17 | Сан-Паулу (Риу-Гранди)                    | 1           |           |
| 18    | 15 ноября (Кампу-Бон)                     |             | 3         |
| 19    | Гуарани (Алегрети)                        |             | 2         |
| 20-25 | Гуарани (Кашуэйра-ду-Сул)                 |             | 1         |
| 20-25 | Ипиранга (Эрешин)                         |             | 1         |
| 20-25 | Каноас                                    |             | 1         |
| 20-25 | Лажеаденсе (Лажеаду)                      |             | 1         |
| 20-25 | Риогранденсе (Санта-Мария)                |             | 1         |
| 20-25 | Эспортиво (Бенту-Гонсалвис)               |             | 1         |